# Red Bull
Red Bull er navnet på en energidrik fra den østrigske virksomhed Red Bull GmbH. Den kom første gang til salg 1. april 1987 på det østrigske marked.
Red Bull er den bedst sælgende energidrik i verden, med 7,5 milliarder solgte dåser i 2019.

## Historie
Den østrigske entreprenør Dietrich Mateschitz var i sin tid inspireret af en allerede eksisterende thailandsk energidrik ved navn Krating Daeng. Han tilpassede ingredienserne til den vestlige forbrugers smag og grundlagde i Østrig Red Bull-firmaet i samarbejde med Chaleo Yoovidhya.

### Kritik
Red Bull er mål for kritik om mulig sundhedsrisiko ved indtagelse af drikken. Et studie udført af Den Europæiske Fødevaresikkerhedsautoritet (EFSA) konkluderede imidlertid, at den anvendte dosis af taurin og koffein i populære energidrikke ikke udgør nogen sundhedsrisiko. Senere forskning peger på, at aminosyren taurin, som indgår i Red Bull-drikken, kan forebygge psykoser. Denne forskning blev offentliggjort på "International Early Psychosis Association" i Australien, oktober 2016. Man kan dog ikke entydigt konkludere, at de gavnlige effekter ved taurinen opvejer eventuelle negative effekter, eller hvorvidt Red Bull er den bedste kilde til taurin.

### Red Bull i Danmark
Red Bull blev frigivet til salg i Danmark i 2009, efter at Fødevarestyrelsen hævede grænsen for den tilladte mængde koffein i energidrikke fra 150 milligram pr. liter til 320 mg/l. Forbrugerrådet var kritisk over for lanceringen, da de mente, at drikken kunne være skadelig for børn på grund af blandingen af sukker og koffein. Koffeinindholdet i en Red Bull svarer til godt en tredjedel af indholdet i en kop stærk kaffe.
Kioskkæden 7-Eleven var den første i Danmark, der havde Red Bull i deres sortiment. Inden for de første år flerdoblede kæden salget af energidrikke.

## Ingredienser
Red Bull indeholder koffein, taurin, B-gruppe vitaminer, saccharose og glukose. For at fremstille Red Bull Sugarfree/Zero er sukkeret (sukrose og glukose) erstattet af sødestofferne Steviolglykosider (Stevia), Acesulfam K og Aspartam/Sukralose. (Red Bull Sugarfree varianten er ligesom den almindelige Red Bull Energy Drink, men uden sukker, da sukkerarterne saccharose og glukose er erstattet af sødestofferne acesulfam K og aspartam.

### Næringsindhold
| Pr. 100 milliliter (ml) | Pr. 100 milliliter (ml) | Pr. 100 milliliter (ml) | Pr. 100 milliliter (ml) |
|                         | Energidrik              | Sukkerfri               | Zero Calories           |
| ----------------------- | ----------------------- | ----------------------- | ----------------------- |
| Energi                  | 192 KJ/46 kcal          | 13 kJ/3 kcal            | 8 kJ/2 kcal             |
| Protein                 | 0 g                     | <0.02 g                 | 0 g                     |
| Fedt                    | 0 g                     | 0 g                     | 0 g                     |
| Kulhydrat               | 11 g                    | 0 g                     | 0 g                     |
| Heraf sukker            | 11 g                    | 0 g                     | 0 g                     |

## Markedsføring
Red Bull markedsføring er meget divers og strækker sig helt fra projekter som Red Bull Stratos - Felix Baumgartners spring fra 39 kilometers højde til deres to Formel 1 hold – Red Bull Racing og AlphaTauri. Dernæst er virksomhedens velkendte punch-line at ’Red Bull Giver Viiinger’. I Danmark har events som Red Bull Cliff Diving, Red Bull Soapbox Race og Red Bull Showrun defineret den østrigske virksomheds lokale tilstedeværelse i Danmark.
Dernæst har Red Bull også markedsført sig i Danmark gennem Red Bull Media House, som er en selvstændig enhed og en af verdens største multi-platforms medievirksomheder. Et eksempel er denne video lavet i samarbejde med VisitDenmark, hvor BMX-atleten Kriss Kyle, laver tricks hele vejen gennem landet.
Der er på verdensplan omkring 800 atleter, der er sponsorerede af Red Bull. Herunder otte danske atleter: Camilla Pedersen, Ida Mathilde Steensgaard, Therese Taabbel, Michaela ’mimi’ Lintrup, Simon Andreassen, Rene Holten Poulsen, Mike Jensen og Casper Steinfath.
Red Bull ejer helt eller delvist forskellige sportshold:
• Red Bull München - tysk Ishockeyklub
- Red Bull Racing – britisk Formel 1 team.
- Scuderia Toro Rosso – italiensk Formel 1 team.
- EC Red Bull Salzburg – østrigsk ishockeyklub.
- FC Red Bull Salzburg – østrigsk fodboldklub.
- New York Red Bulls – amerikansk fodbold franchise.
- RB Leipzig – tysk fodboldklub.
- Red Bull Brasil – brasiliansk fodboldklub.